# Eriocaulon decangulare
Eriocaulon decangulare е вид растение от семейство Eriocaulaceae. Видът е незастрашен от изчезване.

## Разпространение
Eriocaulon decangulare се среща в САЩ, Мексико и Никарагуа. В Съединените щати се ограничена главно до Атлантическата крайбрежна равнина, но няколко значителни популации има и в по-планинските и вътрешни райони. Липсва от Пиемонт. Най-северните популации са в крайбрежните райони на Ню Джърси и Делауеър, простиращи се на юг до Флорида. Има значително прекъсване на обхвата по крайбрежието в Джорджия. След това обхватът се простира по крайбрежието на Персийския залив, през Алабама и Мисисипи, след което продължава в Луизиана. В Северна Алабама също има сравнително голямо разпределение, но то се прекъсва още веднъж, преди да продължи отново в централна Луизиана, откъдето се простира до източен Тексас. Среща се и в южните части на Арканзас.